# Slaget vid Trifanum
Slaget vid Trifanum utkämpades som del av det latinska kriget mellan den romerska republiken och latinska förbundet. Man är idag osäker på exakt när slaget stod (som tidigast år 340 f.Kr.) eller var. En kvalificerad gissning är att slaget stod någonstans mellan  Minturno och Sinuessa  i provinsen  Caserta.